# オトナの情報マガジン
『オトナの情報マガジン』は、ナイターオフシーズンにアール・エフ・ラジオ日本ならびにAM岐阜ラジオで火曜日～木曜日の夕方6時台から放送されている大人のためのワイド番組である。
新聞のラ・テ欄では、文字数制限やシーズン制を考慮して、「くず哲也の情報M4」（2010年度ナイターオフシーズン）と表記されている。
2011年ナイターオフからは、「くず哲也のコバヤシラジオ」として放送している。

## 放送局・時間・パーソナリティ
アール・エフ・ラジオ日本（以下、RF）、岐阜放送（以下、GBS）ともに放送されている。ラジオ関西では、ナイターインは土曜・日曜を除いてジャイアンツナイターをネットしているが、ナイターオフシーズンは独自制作番組を放送しているため、放送していない。
年度により放送時間・パーソナリティ・放送形態が異なるので以下の表に記す。
| 年度   | シーズン | 放送時間     | 火曜日               | 水曜日               | 木曜日               | 備考                                           |
| ------ | -------- | ------------ | -------------------- | -------------------- | -------------------- | ---------------------------------------------- |
| 2005年 | -        | 18:00～19:30 | 内藤博之・島田奈央子 | 内藤博之・島田奈央子 | 内藤博之・島田奈央子 | 内藤が編集長という形で放送していた             |
| 2006年 | -        | 18:00～19:30 | 内藤博之・島田奈央子 | 細渕武揚・島田奈央子 | 佐藤一司・島田奈央子 | 各男性アナが編集長という形で放送していた       |
| 2007年 | (1)      | 18:30～20:00 | くず哲也・内藤博之   | くず哲也・内藤博之   | くず哲也・内藤博之   | くずが編集長、内藤がアシスタントという形で放送 |
| 2008年 | (2)      | 18:30～20:30 | くず哲也・佐藤一司   | くず哲也・細渕武揚   | くず哲也・矢田雄二郎 |                                                |
| 2009年 | 3        | 18:30～21:00 | くず哲也・細渕武揚   | くず哲也・佐藤一司   | くず哲也・小林幸明   |                                                |
| 2010年 | 4        | 18:30～21:00 | くず哲也・内藤博之   | くず哲也・小林幸明   | くず哲也・細渕武揚   |                                                |

番組としては6シーズン目であるが、くず哲也が担当してからシーズンカウントしているため2シーズン少なくなっている。タイトルコールにシーズンを取り入れるようになったのはシーズン3から。

## 番組コーナー
- 夕刊紙・トクトク情報ピックアップ
- 今が旬!
- 読売新聞ニュース（RFのみ）
- ドライビングメモ（GBSのみ）
- 岐阜新聞ニュース・天気（GBSのみ）
- たすきでつなぐ青春の200キロ（12月のみ・18:55ごろ）

- 曜日別コーナー（19:20頃より）
  - 2008年度
    - 火曜日：鉄道コーナー「A列車で行こう！」
鉄道に関する話題のコーナー。ゲストに鉄道ジャーナル編集者や野月貴弘を迎えていた。
    - 水曜日：国語の時間
国語に関するコーナー。クイズ形式で現代の流行語等を紹介していた。
    - 木曜日：ナウい！イマい！トレンディ！
流行のグッズ、場所を紹介するコーナー。

  - 2009年度
    - 火曜日：国語の時間
    - 水曜日：鉄道コーナー「A列車で行こう！3」
    - 木曜日：ナウい！'ウマ'い！トレンディ！
「グルマン小林」が古今東西のグルメを探索しレポートする。

  - 2010年度
    - 火曜日：鉄道コーナー「A列車で行こう！4」
    - 水曜日：ナウい！'ウマ'い！トレンディ！
    - 木曜日：国語の時間

- オトナのミュージックタイム（20:00より）

音楽を交えたミニラジオドラマ。くずがマスターを勤めるコーヒーショップでの出来事や時代劇など幅広いテーマで演じていた。

### ニュース・天気予報など
RFでは、18:40から読売新聞ニュースを放送する。GBSでは、18:40すぎから交通安全情報ミニ番組（ドライビングメモ）、18:45～18:55まで岐阜新聞ニュース・天気予報を放送する。